# Municipio de Ashland (Kansas)
El municipio de Ashland (en inglés: Ashland Township) es un municipio ubicado en el condado de Riley en el estado estadounidense de Kansas. En el año 2010 tenía una población de 139 habitantes y una densidad poblacional de 1,54 personas por km².

## Geografía
El municipio de Ashland se encuentra ubicado en las coordenadas 39°6′5″N 96°34′4″O / 39.10139, -96.56778. Según la Oficina del Censo de los Estados Unidos, el municipio tiene una superficie total de 90.02 km², de la cual 89,24 km² corresponden a tierra firme y (0,87 %) 0,78 km² es agua.

## Demografía
Según el censo de 2010, había 139 personas residiendo en el municipio de Ashland. La densidad de población era de 1,54 hab./km². De los 139 habitantes, el municipio de Ashland estaba compuesto por el 98,56 % blancos y el 1,44 % eran de una mezcla de razas. Del total de la población el 1,44 % eran hispanos o latinos de cualquier raza.